# Colours of Ostrava

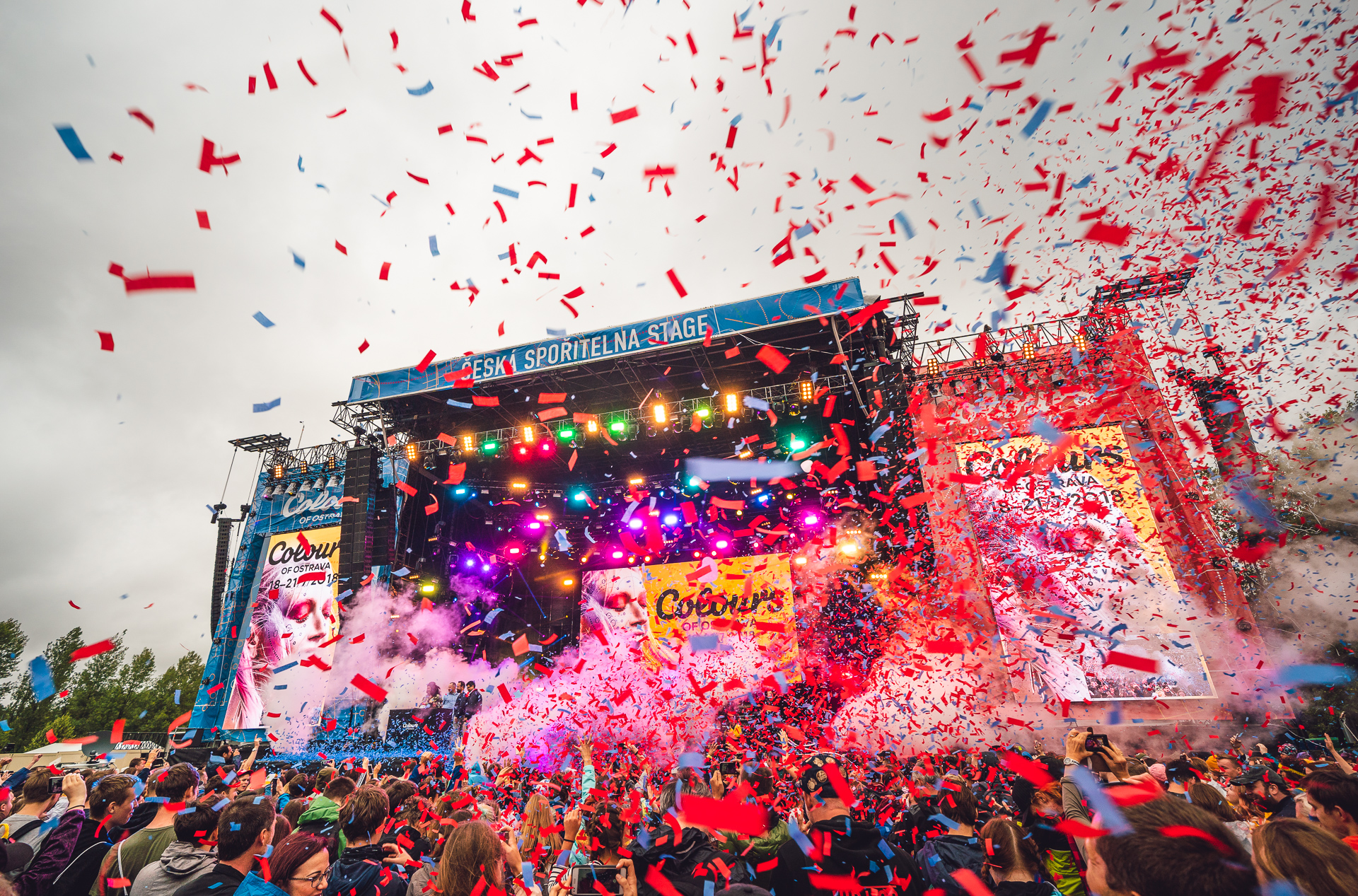
Colours of Ostrava 2018

Colours of Ostrava – wielogatunkowy festiwal muzyczny organizowany w Ostrawie. Pierwsza edycja festiwalu odbyła się w 2002 roku w centrum Ostrawy, w rejonie ulicy Stodolní, w centrum wystawowym Černá louka oraz w klubie Boomerang. Stopniowo festiwal rósł i od ulicy Stodolni przeniósł się w okolice Zamku Śląskoostrawskiego i innych miejsc w centrum Ostrawy. Od 2012 roku festiwal odbywa się na terenie kompleksu dawnej huty Dolní Vítkovice, w pobliżu centrum miasta.
W historii festiwalu wystąpili tacy artyści, jak: Björk, The Florence + The Machine, The Cure, Kasabian, Rudimental, Grinderman (Nick Cave), Robert Plant, Iggy & The Stooges, Zaz, Alanis Morissette, Cranberries, Sinéad O'Connor, Bobby McFerrin, Mariza, Mika, Salif Keita, Sigur Rós, Jamie Cullum, The xx, The Knife, Tomahawk, Damien Rice, Bonobo, Asaf Awidan, Woodkid, Janelle Monáe, The Flaming Lips, Antony and the Johnsons, Gipsy Kings, The Kronos Quartet, Years & Years, Tom Walker, Michael Nyman, Animal Collective czy Imagine Dragons, a także inni wybitni reprezentanci jazzu, world music, rocka, popu i alternatywy. Festiwal oferuje również program towarzyszący – teatry, warsztaty, dyskusje, filmy itp.
Wydarzenie zostało uhonorowane m.in. czeską nagrodą Anioła (Anděl) jako Wydarzenie Muzyczne Roku 2005 i 2006. Trzy lata z rzędu (2004–2006) było też uznane za najlepsze wydarzenie muzyczne przez ALMA (Akropolis Live Music Awards) w kategorii koncert/festiwal roku.
Od 2016 r. Równolegle z festiwalem odbywa się międzynarodowe forum dyskusyjne Meltingpot

## Historia festiwalu Colours of Ostrava

### Colours of Ostrava 2002
Podczas pierwszej edycji festiwal odwiedziło blisko 8000 osób, a na 6 scenach zagrało 50 zespołów i 24 DJ-ów, w tym 14 zagranicznych wykonawców, między innymi Senses, Transsylvanians, Uado Taraban, Carantuohill.

### Colours of Ostrava 2003
Druga edycja zgromadziła prawie 9000 uczestników, 60 zespołów oraz 27 DJ-ów, wśród których znalazło się 16 zagranicznych formacji: Goran Bregović & Wedding and Funeral Band, Geoffrey Oryema, Kosheen, Oi-Va-Voi, Sheva, Te Vaka, ZikFa, Korai Öröm. Podczas festiwalu wystąpiły także dwa polskie zespoły – Hey oraz Drum Machina.

### Colours of Ostrava 2004
W 2004 roku w Ostrawie pojawiło się około 10 000 osób. Na 4 zewnętrznych i 3 wewnętrznych scenach zagrały 64 zespoły i 22 DJ-ów, w tym Natacha Atlas, Bob Geldof, Rachid Taha, Zion Train, So Kalmery, Duoud, Kanjar'Oc, Urban Trad, Oyster band, B. Traore, Elliot Murphy, UR'IA, Haydamaky.

### Colours of Ostrava 2005
Podczas czwartej edycji festiwalu zagrali między innymi George Clinton Parliament/Funkadelic, Asian Dub Foundation, Fun-Da-Mental, Transglobal Underground, Alabama3, Mariza, The Klezmatics, Farlanders, Septeto Nacional, Enzo Avitabile, Daara J, Alif. Dla 12 000 ludzi wystąpiło 100 formacji i 25 DJ-ów.

### Colours of Ostrava 2006
Piąta edycja to blisko 16 000 uczestników, 12 scen i 123 zespoły: Salif Keita, Robert Plant, Gogol Bordello, Resin Dogs, The Frames, Delirious?, Woven Hand, Cheikh Lo, Senses, Rabasa, Oojami, Mariem Hasan, Titi Robin, Mojmir Novakovic, Dubioza, Zakopower, Bingui Jaa Jammy, Zagar, Sergnet Peper, Funset, Canaman, Stephan Micus.

### Colours of Ostrava 2007
Na festiwalu pojawiły się takie szyldy, jak Marianne Faithfull, Mando Diao, Bajofondo Tango Club, Gipsy Kings, Coldcut, Yungchen Lhamo, Vinicio Capossela, Orange Blossom, The Idan Raichel Project, Ba Cissoko, Goran Bregović, Richard Bona, Balkan Beat Box, Watcha clan, J. Gasparyan, Salsa Celtica, Alfonso X, OSB Crew, CocoRosie, David Hykes, Martyna Jakubowicz. W Ostrawie bawiło się około 20 000 osób.

### Colours of Ostrava 2008
W trakcie szóstej edycji przez festiwalową scenę przewinęli się tacy artyści, jak Sinéad O’Connor, Goldfrapp, Happy Mondays, Jan Garbarek Group a Trilok Gurtu, Gogol Bordello, Habib Koité, The Dandy Warhols, Koop, Lou Rhodes, Shantel a Bucovina Club Orkestar, Daby Toure, Hawkwind, Noa, Sergant Garcia i inni. Ostrawę odwiedziło 22 000 uczestników festiwalu.

### Colours of Ostrava 2009
W 2009 roku dla blisko 25 000 osób zagrali między innymi Asian Dub Foundation, David Byrne, Jamie Cullum, Jape, Johnny Clegg, Jon Anderson, KTU, LA-33, Michael Nyman Band, Morcheeba, Maceo Parker, Mamady Keita, Mercury Rev, N.O.H.A., Seun Kuti & Egypt 80, Speed Caravan, Stereo MCs, Diwan Project, Nina Stiller czy Svjata Vatra.

### Colours of Ostrava 2010
Ósmą edycję festiwalu zwieńczyły występy takich formacji, jak Iggy & The Stooges, The Cranberries, Regina Spektor, Afro Celt Sound System, The Gypsy Queens and Kings, Jaga Jazzist, El Gran Silencio, Erik Truffaz Paris Project, Porcupine Tree, Dulsori, Peyoti for President, Alamaailman Vasarat, Huong Thanh i wielu innych.

### Colours of Ostrava 2011
Podczas dziewiątej edycji pojawili się Grinderman, Salif Keita, Public Image Ltd, Yann Tiersen, Clannad, Swans, Apollo 440, Brendan Perry, Santigold, The Horrors, Semi Precious Weapons, The Herbaliser, Blackfield, Lisa Hannigan, Joan As Police Woman, Andreya Triana, N.O.H.A. – Circus Underground, Mono, Dubioza kolektiv, Luísa Maita, Bomba Estéreo, La Shica, SMOD, Sam Karpienia, Stephan Micus, Nils Petter Molvær / Jan Bang, Miles Benjamin Anthony Robinson, Paramount Styles, Rain Machine, Roy Ayers, Tortured Soul.

### Colours of Ostrava 2012
W 2012 roku czeską Ostrawę odwiedzili Alanis Morissette, Bobby McFerrin, The Flaming Lips, Zaz, Janelle Monáe, Antony and the Johnsons, Rufus Wainwright and his Band, Animal Collective, Infected Mushroom, Mogwai, Parov Stelar Band, Kronos Quartet / Kimmo Pohjonen / Samuli Kosminen – Uniko, Fink, Hugh Masekela, Ibrahim Maalouf, Staff Benda Bilili, Orquesta Típica Fernández Fierro, Banco de Gaia, Celso Piña, Hjaltalín, Portico Quartet, Tamikrest, Katzenjammer, Quique Neira & Najavibes, Gangpol & Mit, Ewert and The Two Dragons, GaBlé, R.U.T.A. i wielu innych.

### Colours of Ostrava 2013
Jedenasta edycja festiwalu zgromadziła takich wykonawców, jak Sigur Rós, Jamie Cullum, The xx, The Knife, Tomahawk, Damien Rice, Bonobo, Asaf Awidan, Woodkid, Dub FX, Devendra Banhart, Inspiral Carpets, Jon Hassell, Sara Tavares, Submotion Orchestra, Acoustic Africa, Fanfara Tirana meets Transglobal Underground, Balkan Beat Box, Botanica, Girls Against Boys, The Bots, Dr Meaker, Sam Lee, Amparo Sánchez, Kumbia Queers, Mama Marjas, Irie Révoltés. Artyści z Polski: Anna Maria Jopek oraz Maria Peszek.

### Colours of Ostrava 2014
Podczas dwunastej edycji bawiła się rekordowa liczba blisko 40 000 uczestników. Na festiwalowych scenach wystąpili m.in.: Robert Plant (Wielka Brytania), The National (USA), ZAZ (Francja), MGMT (Stany Zjednoczone), Bastille (Wielka Brytania), John Newman (Wielka Brytania), John Butler Trio (Australia), Angelique Kidjo (Benin), Chet Faker (Australia), Emilieana Torrini (Islandia), Trentemøller (Dania), Seasick Steve (USA), Jamie Woon (Wielka Brytania), The Asteroids Galaxy Tour (Dania), Ólafur Arnalds (Islandia), MØ (Dania), John Grant (USA), Shaka Ponk (Francja), Charles Bradley and His Extraordinaires (USA), Goat (Szwecja), Les Tambours du Bronx (Francja), Hidden Orchestra (Wielka Brytania) i wielu innych.

### Colours of Ostrava 2015
W 2015 roku odbyła się czternasta edycja festiwalu, na której wystąpili m.in. Bjork (Islandia), Kasabian (Wielka Brytania), Rudimental (Wielka Brytania), St.Vincent (Stany Zjednoczone), Mika (Wielka Brytania), Caribou (Kanada), Clean Bandit (Wielka Brytania), José González (Szwecja), The Cinematic Orchestra (Wielka Brytania), Rodrigo y Gabriela (Meksyk), Klangkarussell (Austria), HVOB (Austria), Swans (USA) i wielu innych. Polscy artyści: The Dumplings, Marika oraz Bokka.

### Colours of Ostrava 2016
Piętnasta edycja czeskiego wydarzenia odbyła się od 14 do 17 lipca 2016. Wystąpiło 130 zespołów (76 z zagranicy, 54 z Czech) m.in.: Tame Impala (Australia), Of Monsters and Men (Islandia), M83 (Francja), Passenger (Holandia), Thievery Corporation, Kodaline (Irlandia)), The Vaccines (Wielka Brytania), Caro Emerald (Holandia), Underworld (Wielka Brytania), Sharon Kovacs (Holandia), Monkey Business (Czechy), Mydy Rabycad (Czechy), Lake Malawi, Barbora Polakova (Czechy), Ohm Square (Republika Czeska), Republika Dwóch (Republika Czeska), DVA (Republika Czeska), Ivan Hlas Trio (Republika Czeska), We Are Home (Republika Czeska), Terne Čhave (Republika Czeska) i wielu innych. Polscy artyści: Brodka, Artur Rojek, Maria Peszek, Fismoll, Freeborn Brothers.

### Colours of Ostrava 2017
Szesnasta edycja była pierwszą, która została całkowicie wyprzedana, a opaski dla uczestników zostały wyposażone w chipy. Wystąpiły ponad 132 zespoły muzyczne (80 z zagranicy i 52 z Czech) na 20 scenach zewnętrznych i wewnętrznych, w tym: Imagine Dragons (USA), alt-J (Wielka Brytania), Norah Jones (USA), Jamiroquai (Wielka Brytania) Midnight Oil (Australia), Moderat (Niemcy), Birdy (Wielka Brytania), LP (USA), Laura Mvula (Wielka Brytania), Benjamin Clementine (Wielka Brytania), Unkle (Wielka Brytania), Michael Kiwanuka (Wielka Brytania), JUSTICE (Francja), Walking on Cars (Irlandia), Michal Hrůza + Janáček Philharmonic (Republika Czeska), Aneta Langerová (Republika Czeska), Tata Bojs (Republika Czeska), Grain (Republika Czeska), Insert cat (Republika Czeska), Teleman (Wielka Brytania) i wielu innych. Zespoły z Polski: Hańba!, Niechęć, Tides From Nebula.

### Colours of Ostrava 2018
Ponad 143 zespołów (78 z zagranicy i 65 z Czech) wystąpiło na 21 scenach zewnętrznych i wewnętrznych podczas siedemnastej edycji festiwalu, w tym m.in.: N.E.R.D. z Pharrellem Williamsem (USA), Kygo (Norwegia), Jessie J (Wielka Brytania), George Ezra (Wielka Brytania), Joss Stone (Wielka Brytania), London Grammar (Wielka Brytania), Grace Jones (Jamajka), Kaleo (Islandia) Future Island (USA), Beth Ditto (USA), Paul Kalkbrenner (Niemcy), Ziggy Marley (Jamajka), Cigarettes After Sex (USA), Mura Masa (Wielka Brytania), Oumou Sangaré (Mali), Jon Hopkins (Wielka Brytania)), Calexico (Stany Zjednoczone), Aurora (Norwegia), Slaves (Wielka Brytania) i wielu innych. Zespoły z Polski: Trupa Trupa, Krzikopa, Kamp!.

### Colours of Ostrava 2019
Podczas osiemnastej edycji festiwalu wystąpiło ponad 130 zespołów z 31 krajów z całego świata, a wszystko na 24 zewnętrznych i wewnętrznych scenach. Wystąpili: Florence + The Machine (Wielka Brytania), Rag'n'Bone Man (Wielka Brytania), The Cure (Wielka Brytania), Mariza (Portugalia)), Zaz (Francja), MØ (Dania), Years & Years (Wielka Brytania), Tom Walker (Wielka Brytania), Mogwai (Wielka Brytania), Shaka Ponk (Francja), The John Butler Trio (Australia), Hiromi Uehara (Japonia), Ólafur Arnalds (Islandia), Kronos Quartet (USA), Xavier Rudd (Australia), Lewis Capaldi (Wielka Brytania) i wielu innych. Zespoły z Polski: Tęskno, Mesajah.

### Colours of Ostrava 2020
W 2020 roku festiwal nie odbył się z powodu pandemii COVID-19. Wydarzenie pierwotnie było zaplanowane na 15-18 lipca 2020. 

### Colours of Ostrava 2021
Kolejny raz organizatorzy zostali zmuszeni do przełożenia festiwalu z powodu pandemii COVID-19. Impreza, która miała odbyć się w dniach 14-17 lipca została przeniesiona na 2022.

### Colours of Ostrava 2022
Dziewiętnasta edycja festiwalu, dwukrotnie przekładana, odbędzie się w terminie 13-16 lipca 2022. Na ponad 24 scenach otwartych oraz zadaszonych wystąpią m.in.: The Killers (USA), Twenty One Pilots (USA), Martin Garrix (Holandia), LP (USA), Wardruna (Norwegia), Kings of Convenience (Norwegia). Meduza (Wielka Brytania), Princess Nokia (USA), Hiromi (Japonia), Marina Satti (Grecja), Bakermat (Holandia). 